# Amsacta aureolimbata
Amsacta aureolimbata är en fjärilsart som beskrevs av Rothschild 1910. Amsacta aureolimbata ingår i släktet Amsacta och familjen björnspinnare. Inga underarter finns listade i Catalogue of Life.

## Bildgalleri

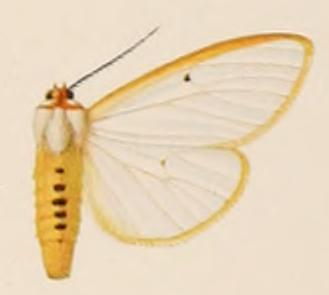